# Charli and Jack Do America Tour
A turnê Charli and Jack Do America Tour (também conhecida como The America Tour) foi uma turnê co-estrelada por Charli XCX e Bleachers em apoio aos seus respectivos álbums Sucker e Strange Desire durante o verão de 2015.
Assim que a segunda etapa da turnê se aproximou, Charli XCX se retirou da turnê, o que resultou no cancelamento de todos os shows dessa etapa. Charli XCX declarou nas redes sociais que ela tomou essa decisão devido a "motivos pessoais". Apesar da segunda etapa ter sido cancelada, Shadow of The City, um novo festival com curadoria de Jack Antonoff, ainda estava programado para acontecer.

## Shows de abertura
- Børns
- Robert DeLong

## Setlist
1. "Sucker"
2. "Breaking Up"
3. "I Love It (Icona Pop song)"
4. "Famous"
5. "SuperLove"
6. "Doing It"
7. "Need Ur Luv"
8. "Allergic To Love"
9. "Mow That Lawn"
10. "Body of My Own"
11. "London Queen"
12. "Break the Rules"
13. "Gold Coins"

Encore
1. "Grins"
2. "Fancy"
3. "Boom Clap"

1. "Shadow"
2. "Wild Heart"
3. "Wake Me"
4. "Reckless Love"
5. "Dreams" (The Cranberries cover)
6. "Rollercoaster"
7. "Shadow of the City"
8. "You're Still a Mystery"
9. "Only One" (Kanye West cover)
10. "I Wanna Get Better"

## Datas da turnê
| Data                 | Cidade      | País           | Local                   |
| -------------------- | ----------- | -------------- | ----------------------- |
| 21 de julho de 2015  | San Diego   | Estados Unidos | Observatory North Park  |
| 22 de julho de 2015  | Costa Mesa  | Estados Unidos | Pacific Amphitheatre    |
| 23 de julho de 2015  | Oakland     | Estados Unidos | Fox Theater             |
| 25 de julho de 2015  | Seattle     | Estados Unidos | Showbox SoDo            |
| 26 de julho de 2015  | Portland    | Estados Unidos | Crystal Ballroom        |
| 29 de julho de 2015  | Denver      | Estados Unidos | The Fillmore Auditorium |
| 4 de agosto de 2015  | Minneapolis | Estados Unidos | Cabooze                 |
| 5 de agosto de 2015  | Milwaukee   | Estados Unidos | Eagles Ballroom         |
| 7 de agosto de 2015  | Tulsa       | Estados Unidos | Cain's Ballroom         |
| 8 de agosto de 2015  | Kansas City | Estados Unidos | Starlight Theatre       |
| 9 de agosto de 2015  | St. Louis   | Estados Unidos | The Pageant             |
| 11 de agosto de 2015 | Detroit     | Estados Unidos | The Fillmore Detroit    |
| 12 de agosto de 2015 | Columbus    | Estados Unidos | The LC Pavilion         |

## Shows cancelados
| Data                   | Cidade           | País           | Local                              | Motivo           |
| ---------------------- | ---------------- | -------------- | ---------------------------------- | ---------------- |
| 14 de setembro 2015    | Boston           | Estados Unidos | House of Blues                     | Motivos pessoais |
| 16 de setembro de 2015 | Wallingford      | Estados Unidos | The Dome                           | Motivos pessoais |
| 18 de setembro de 2015 | Philadelphia     | Estados Unidos | Festival Pier                      | Motivos pessoais |
| 21 de setembro de 2015 | New York City    | Estados Unidos | Central Park SummerStage           | Motivos pessoais |
| 23 de setembro de 2015 | Washington, D.C. | Estados Unidos | Echostage                          | Motivos pessoais |
| 25 de setembro de 2015 | Tampa            | Estados Unidos | Jannus Landing                     | Motivos pessoais |
| 27 de setembro de 2015 | Orlando          | Estados Unidos | House Blues                        | Motivos pessoais |
| 1 de outubro de 2015   | Dallas           | Estados Unidos | House of Blues                     | Motivos pessoais |
| 3 de outubro 2015      | Houston          | Estados Unidos | House of Blues                     | Motivos pessoais |
| 6 de outubro de 2015   | Los Angeles      | Estados Unidos | Hollywood Palladium                | Motivos pessoais |
| 8 de outubro de 2015   | Tempe            | Estados Unidos | Marquee Theatre                    | Motivos pessoais |
| 9 de outubro de 2015   | Las Vegas        | Estados Unidos | Boulevard Pool at The Cosmopolitan | Motivos pessoais |
| 10 de outubro 2015     | Salt Lake City   | Estados Unidos | The Complex                        | Motivos pessoais |